# Katedrala svete Anastazije
Katedrala sv. Anastazije nalazi se u Biogradu na Moru, datira iz 9 stoljeća.

## Opis
Katedrala se nalazi istočnije od sadašnje župne crkve sv. Anastazije, njezine je ostatke u 20. stoljeću otkrio don Luka Jelić. Danas ostaci ne postoje, a podatke o iskopinama objavio je Frane Buškariol.
Smatra se da je katedrala izgrađena u 9. stoljeću za vrijeme kneza Branimira. Bila je trobrodna građevina, najvjerojatnije dvoranskog tipa s tri apside na začelju i zvonikom na pročelju. Lezene su na južnom i sjevernom zidu i ukazuju na postojanje kupole ispred svetišta. Kako govore podaci o vizitaciji iz 1603. godine biskupa Michiela Priulija, koji je boravio u, tada župnoj, crkvi Sanctae Anastasiae, znatno je prije 17. stoljeća bila posvećena Svetoj Anastaziji. Porušena je u turskim razaranjima. Nova župna crkva podignuta je 1761. godine, naslijedila je titulu bivše.